# Bola 10
Bola 10 pertenece a la modalidad pool dentro del billar, es juego de tiro anunciado, jugado con una bola blanca y diez bolas de color numeradas del 1 al 10.
En cada tiro la primera bola objetiva contactada debe ser la de numeración más baja sobre la mesa.
Gana la partida el jugador que emboque la bola 10 legalmente.
Si la bola diez es embocada durante el tiro del saque no será válida la acción y la bola 10 será repuesta en el punto de pie y el jugador que hizo el saque continuará su turno si no ha cometido falta.
Solamente se puede anunciar una bola en cada tiro.

## Faltas Leves
Si el tirador comete una falta general el turno pasa a su contrincante. Teniendo bola blanca en mano y pudiendo situarla donde quiera en cualquier parte de la superficie de la mesa.
Las faltas generales en Bola 10 son las siguientes:
- Entronerar la bola blanca o expulsarla fuera de la mesa
- Hacer primer contacto con una bola que no tiene la numeración más baja
- No tocar banda después del contacto
- No tener al menos un pie en contacto con el suelo
- Bola dirigida fuera de la mesa
- Bola tocada
- Doble golpe/bolas pegadas/arrastre
- “Push Shot”
- Bolas en movimiento
- Mala colocación de la bola blanca
- El taco de juego encima de la mesa
- Jugar fuera de turno
- Juego lento

## Faltas Graves
Para tres faltas leves consecutivas, la penalización es pérdida de la partida. Para una conducta antideportiva el director deportivo aplicará, previo informe del árbitro, la penalización que corresponda.